# Слано језеро (Црна Гора)
Слано језеро је вјештачко језеро у Црној Гори у општини Никшић. Смјештено је у западном дијелу Никшићког поља, са браном дужине 1.663 метра. Језеро је створено 1950. године за потребе хидроелектране Перућица, као и оближња језера Крупац и Вртац. Сва три језера су међусобно повезана каналима. Терен на ком су изграђена језера је због велике пропустљивости морао бити ојачан бетоном. Обала сланог језера је доста разуђена са неколико острва од којих је највећа Виза. Користи се за риболов и туризам. Поред језера налазе се насеља Бубрежак, Орлина и Кусиде.
Језеро је богато пастрмком, кленом и шараном. Дозвољени улов током једног риболова је 5 комада шарана, 3 комада пастрмке и 5 кг клена.